# Mareike Wulf

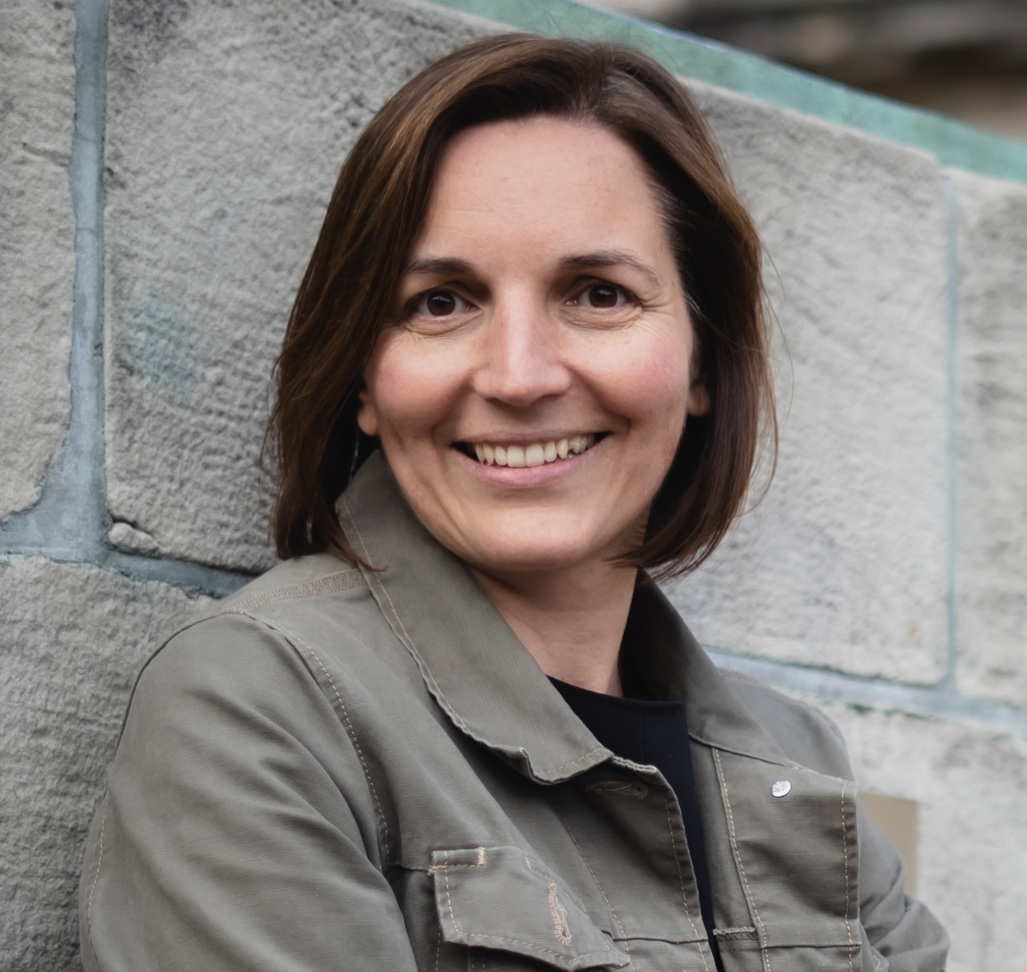
Mareike Lotte Wulf (2020)

Mareike Lotte Wulf (* 15. November 1979 in Rendsburg, Schleswig-Holstein) ist eine deutsche Politikerin (CDU). Sie ist seit 2021 Mitglied des Deutschen Bundestags und seit 2025 Parlamentarische Staatssekretärin bei der Bundesministerin für Bildung, Familie, Senioren, Frauen und Jugend. Von 2017 bis 2021 war sie Mitglied des Niedersächsischen Landtages. 

## Leben und Beruf
Nach dem Abitur 1999 am Herbartgymnasium Oldenburg (Oldb.) studierte Wulf bis zum Vordiplom Kulturwissenschaften in Frankfurt/Oder. Nachdem sie ein Jahr lang Politikwissenschaften im französischen Lille studiert hatte, schloss Wulf ihr Studium als Diplom-Sozialwissenschaftlerin an der Humboldt-Universität zu Berlin ab.
Anschließend arbeitete Wulf bei den Unternehmerverbänden Niedersachsen (UVN) in Hannover, zunächst als Bildungsreferentin, später als Leiterin für Bildung und Gesellschaftspolitik. Im Jahre 2017 war sie bis zu ihrem Einzug in den Landtag Mitglied der Geschäftsführung der UVN und in dieser Funktion auch für den Bereich Arbeitsmarkt zuständig.
Wulf ist verheiratet, evangelisch und lebt im Emmerthaler Ortsteil Ohr.

## Politische Tätigkeit
Mareike Wulf gilt als Quereinsteigerin in die niedersächsische Politik; die Landtagswahl in Niedersachsen 2017 war die erste Wahl, zu der sie antrat. Zwar unterlag sie im Wahlkreis Hannover-Mitte mit 25,4 % dem SPD-Kandidaten Alptekin Kırcı, der 41,4 % der Erststimmen erlangte. Jedoch zog sie über Platz 12 der CDU-Landesliste in den Landtag ein. Im Schattenkabinett des CDU-Spitzenkandidaten Bernd Althusmann war sie als Kultusministerin vorgesehen; dieses Ressort fiel nach den Koalitionsverhandlungen jedoch an Grant Hendrik Tonne (SPD). Mareike Wulf wurde zur stellvertretenden Vorsitzenden der CDU-Landtagsfraktion mit Zuständigkeit für die Bereiche Kultus und Wirtschaft gewählt. Im Juli 2021 wurde Mareike Wulf zur Vorsitzenden der Frauen Union Niedersachsen gewählt. Bei der Bundestagswahl 2021 trat sie als Direktkandidatin im Wahlkreis Hameln-Pyrmont – Holzminden und auf Platz 9 der CDU-Landesliste Niedersachsen an, über welche sie auch in den Deutschen Bundestag einzog. Das Landtagsmandat legte sie nieder; für sie rückte Colette Thiemann in den Landtag nach.
Im Zuge der Bildung des Kabinetts Merz wurde sie am 6. Mai 2025 zur Parlamentarischen Staatssekretärin bei der Bundesministerin für Bildung, Familie, Senioren, Frauen und Jugend, Karin Prien (CDU), ernannt. Mareike Wulf ist Mitglied der überparteilichen Europa-Union Deutschland, die sich für ein föderales Europa und den europäischen Einigungsprozess einsetzt.